# Nicotinamid mononucleotid
Nicotinamid mononucleotid ("NMN" hoặc"β-NMN") là một nucleotid, khởi phát từ ribose, nicotinamid, nicotinamid ribosid và niacin. Trong cơ thể con người, một số enzym sử dụng NMN để sản xuất nicotinamid adenin dinucleotid (NADH). Trên loài chuột, người ta cho rằng NMN được hấp thụ thông qua ruột non trong vòng 10 phút kể từ khi nuốt qua đường miệng và chuyển hoá thành nicotinamid adenin dinucleotid (NAD+) thông qua kênh vận chuyển Slc12a8. Mặc dù vậy, quan sát này vẫn đang được truy vấn, và cơ chế thực sự vẫn còn chưa hoàn toàn được giải đáp.
Bởi vì NADH là một đồng nhân tố Cofactor cho các quá trình xảy ra bên trong ty thể và một số protein, NMN đã và đang được nghiên cứu trên mô hình bệnh tật động vật như một loại thuốc thần kinh và thoái hoá tiềm năng. Nó giảm thiểu thoái hoá ty thể với sự góp mặt của nồng độ NAD+ cao. Các công ty dược phẩm do đó tăng cường quảng bá, tự công nhận các lợi ích của nó. Mặc dù vậy, chưa có nghiên cứu trên con người nào từng chỉ ra các tác dụng của nó một cách hợp lý. Cuộc thử nghiệm trên người tại Đại học Kaio đã quan sát các tác động của liều 500 mg. Một cuộc thử nghiệm y khoa năm 2021 cũng tìm hiểu tác động của NMN đối với sự nhạy cảm insulin của cơ trên các nữ bệnh nhân tiền tiểu đường, và cũng có một nghiên cứu trong tình huống vận động điền kinh. Một cuộc nghiên cứu y khoa năm 2023 cho thấy NMN cải thiện chức năng đi bộ trong bài tập 6 phút cùng một bài đánh giá sức khoẻ tổng lược chủ quan.
NMN dễ bị phân huỷ ngoại tế bào bởi enzym CD38, điều này bị hạn chế bởi hợp chất như CD38-IN-78c.

## Các nguồn chất
NMN được phát hiện thấy trong hoa quả và rau củ như edamame, bông cải xanh, bắp cải, dưa chuột và quả bơ ở nồng độ 1 mg trên mỗi 100g, một nồng độ không đáng kể, gần như không ảnh hưởng bằng liều lượng thuốc nghiên cứu trong y dược.

## Sản xuất
Việc sản xuất NMN bị ngưng trệ tại Hoa Kỳ do một cuộc điều tra của FDA cuối năm 2022 dưới danh nghĩa nghiên cứu dược phẩm.

## Các hình thái khác nhau trong cơ quan nội tạng
Việc tổng hợp và tiêu thụ các enzym NMN cũng thể hiện tính đặc chủng của mô: NMN phân bố tại các mô và cơ quan trong cơ thể và xuất hiện trong nhiều tế bào khác nhau kể từ khi phát triển bào thai embryonic.